# دشت ریگی

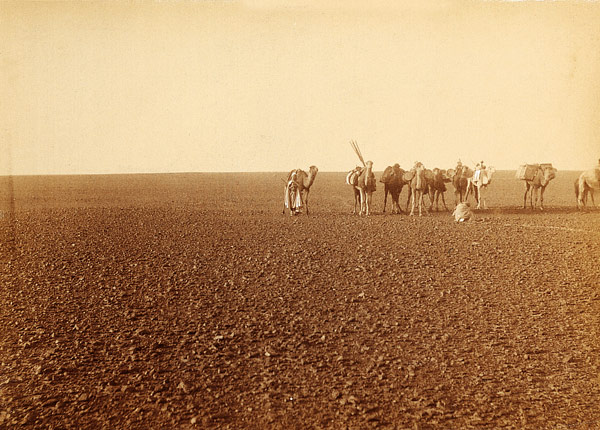
دشت ریگی، الجزایر

دشت ریگی یا هامادا (به انگلیسی: hammada)، به دشت سنگی شیب‌دار مناطق بیابانی گفته می‌شود. که نوعی رخساره بیابانی دارای فلات‌های سنگی مرتفع و عمدتا لم یزرع، همراه با شن اندک است چرا که به وسیله باد رفتگی، کنش و جابجا شده است.

## فرایند تشکیل
دشت‌های ریگی به وسیله باد، با کنش و جابجایی مواد ریزدانه حاصل از هوازدگی که فرایند بادی به اسم باد رفتگی است، تشکیل می‌شوند.

## زمین‌چهره‌های مرتبط
دشت ریگی با سنگفرش بیابانی مرتبط است  که به شکل دشت‌ها یا چاله‌های پوشیده با شن، قلوه‌سنگ یا تخته‌سنگ پدید می‌آیند.
دشت ریگی در مقابل ریگ قرار دارد که پوشیده از تپه‌های ماسه‌ای است.